# غيلانغرب
غيلانغرب (بالفارسية: گیلانغرب) (بالکردیة: گیەڵان، Gilan) هي مدينة تقع في إيران في البلدة المركزية. يقدر عدد سكانها بـ 60,000 نسمة وترتفع عن سطح البحر 810 متر.

## أعلام
- كاوه رضائي